# Helen Churchill Candee
Helen Churchill Candee (5 octobre 1858 - 23 août 1949) est une journaliste, architecte d'intérieur, géographe et féministe américaine réputée durant la Belle Époque. Dès 1900, avec son ouvrage How Women May Earn a Living, elle démontre son engagement pour la cause féministe. S'installant ensuite à Washington D.C., elle devient l'une des premières décoratrices d'intérieur, et travaille notamment pour le président Theodore Roosevelt. Elle écrit également plusieurs essais sur le sujet.
En 1912, alors qu'elle travaille en Europe à la rédaction de l'un de ses plus grands succès, The Tapestry Book, elle apprend que son fils est blessé à la suite d'un accident d'avion (chose rare à l'époque), et décide d'aller à son chevet. Ceci la pousse à embarquer sur le Titanic, qui fait naufrage le 15 avril 1912. Elle survit à la catastrophe, et écrit plusieurs articles sur son expérience.
Engagée comme infirmière durant la Première Guerre mondiale, Helen Churchill Candee consacre la fin de sa vie aux voyages en Asie. Elle est notamment à l'origine de l'un des premiers ouvrages importants sur Angkor Vat, Angkor the Magnificent.
Elle meurt à l'âge de 90 ans, en 1949.

## Biographie

### Jeunesse
Née Helen Churchill Hungerford, née le 5 octobre  1858 ou 1859 (les sources divergent sur l'année de naissance,) à Brooklyn, New York. est la fille d'Henry Hungerford, un marchand new yorkais et de sa femme Mary Churchill. Elle passe la majeure partie de son enfance dans le Connecticut. Elle épouse Edward Candee, originaire de Norfolk et a deux enfants avec lui, Edith et Harold. Après avoir supporté le départ de son mari qui avait abandonné sa famille, elle écrit pour de célèbres magazines tels que le Scribner's ou le Ladies' Home Journal. Elle commence par écrire sur des sujets qui lui sont familiers comme la gestion d'un ménage mais se dirige bientôt vers d'autres branches telles que la protection de l'enfance, l'éducation et le droit des femmes. Elle réside quelques années dans l'Oklahoma et ses écrits ayant pour thème cette région l'aident à devenir une journaliste réputée.
Helen Candee divorce avec son mari en 1896, après une longue séparation.

### Carrière
Candee est une fervente féministe, comme le montre son premier livre à succès, How Women May Earn a Living (1900). Son second livre, An Oklahoma Romance (1901), est un roman promouvant les possibilités d'installation dans l'Oklahoma.
Une fois sa renommée faite, elle se rend à Washington D.C. où elle devient l'une des premières architectes d'intérieur professionnels. Ses clients sont alors le Secrétaire de la guerre Henry Stimson et le président Theodore Roosevelt. Son livre intitulé Decorative Styles and Periods et publié en 1906 incarne ses principes de décoration qui sont la recherche historique et l'authenticité absolue.
Pendant qu'elle est à Washington D.C., elle poursuit également une vie sociale active, en s'impliquant par exemple dans la politique. Ses amis sont alors issus de milieux très diversifiés, du réformateur libéral William Jennings Bryan à la Première Dame ultra-conservatrice Helen Herron Taft. Elle a une amitié de longue date avec les Taft, même si leurs avis diffèrent à propos des droits des femmes. Elle est aussi proche du président Theodore Roosevelt et de sa femme, deux de ses plus importantes commandes venant d'eux. La première, en 1907 est la sélection d'une paire de chaises Louis XVI pour la Première Dame, et la seconde est une consultation générale en partenariat avec l'architecte Nathaniel Wyeth au sujet de la remodélisation de l'aile ouest de la Maison-Blanche.
Helen Candee est une administratrice du Corcoran Gallery of Art, et membre à la fois de l'Archeological Society et de l'American Federation of Arts
Durant ses premiers pas dans le journalisme, elle écrit de la fiction pour des magazines féminins traditionnels tels que le Harper's Bazar, la Woman's Home Companion le Ladies' Home Journal et le Good Housekeeping. Ses articles suivant se concentrent sur la décoration, l'art et la culture. Helen Candee contribue aussi à des journaux littéraires et politiques comme l’Atlantic Monthly, The Century, National Geographic, Metropolitan, Scribner's and Forum.
Elle écrit huit livres, dont quatre à propos des arts décoratifs, deux documentaires touristiques, un livre d'instruction et une fiction. Son plus grand succès est The Tapestry Book, daté de 1912 et qui fut réédité plusieurs fois.
Au printemps 1912, elle effectue un voyage en Europe visant à achever ses recherches pour The Tapestry Book quand elle reçoit un télégramme de sa fille, Edith, l'informant que son fils Harold avait été blessé dans un accident d'avion.

### À bord duTitanic
Durant le voyage, elle sympathise avec d'autres célèbres passagers tels que le major Archibald Butt, aide de camp du président Taft et le peintre Francis Davis Millet.
La nuit du naufrage, elle prend place à bord du canot de sauvetage no 6 mais se fracture la cheville en tombant pendant l’embarquement.
James Cameron s'est inspiré entre autres du récit de  Helen Churchill Candee pour la réalisation de son film consacré au Titanic.

## Publications
Ses livres étant dans le domaine public ont été réédités en format papier mais aussi en format "Kindle"
- How Women May Earn A Living, éd. Scholar's Choice, 2015[8],
- Decorative Styles and Periods in the Home, éd. Theclassics.Us, 2013,
- Jacobean Furniture And English Styles In Oak And Walnut, éd. Kindle Edition, 2013,
- Titanic Survivor: Life Boat No. 6 Helen Churchill Candee - In Memory of Titanic Survivor in the 100th Titanic Anniversary 2012 (100th Anniversary Titanic Series), coécrit avec y Pierre Beaumont, éd. Kindle Edition, 2012[9],
- Angkor the Magnificent - Wonder City of Ancient Cambodia, éd. DatASIA, Inc, 2010[10],
- The Tapestry Book, éd. Kindle Edition, 2008[11],